# Hasna Barkat Daoud
Hasna Barkat Daoud é uma advogada djibutiana e ex-ministra de governo.

## Carreira
Hasna Barkat Daoud foi Ministra da Juventude, Desporto e Turismo desde 2010 sob o Presidente Ismaïl Omar Guelleh. Nesta qualidade, ela representou o Djibuti na Sexta Reunião do Comité Executivo do Fórum do Grande Horizonte de Chifre, em maio de 2010, que discutiu o papel da juventude, da mídia e das organizações não-governamentais na região. Daoud foi Ministra da Mulher e do Planeamento Familiar e, simultaneamente, Ministra das Relações com o Parlamento desde 2012. No seu papel de mulher e planeamento familiar, organizou uma conferência da Comissão Económica das Nações Unidas para África sobre a erradicação da mutilação genital feminina em fevereiro de 2014, uma causa próxima do coração da primeira-dama Kadra Mahamoud Haid. Daoud lançou a Autoridade Inter-governamental sobre o Fórum de Mulheres e Paz para o Desenvolvimento, em 25 de outubro de 2015, no Djibuti. Neste evento, ela enfatizou o papel das mulheres na promoção da paz, na integração regional e no desenvolvimento social e económico. Daoud participou da 18ª Conferência Internacional sobre a SIDA e as DST na África em Harare, Zimbábue, em dezembro de 2015.
Daoud afastou-se de ambos os cargos ministeriais em 15 de maio de 2016. Ela agora trabalha como advogada na capital.